# Rio Brătuia
O Rio Brătuia é um rio da Romênia afluente do Rio Cioiana, localizado no distrito de Gorj.